# Yuki no taiyō
Yuki no taiyō (ユキの太陽? lett. "Il sole di Yuki") è un manga di Tetsuya Chiba pubblicato dal 1963 al 1969 da Kōdansha. La Tokyo Movie tentò di realizzarne un adattamento anime nel 1972, affidando la sceneggiatura e la regia di un episodio pilota di cinque minuti ad Hayao Miyazaki, che debuttò ufficialmente con questo lavoro come regista (in quanto per la serie Le avventure di Lupin III aveva co-diretto gli episodi assieme ad Isao Takahata). Tuttavia, il risultato finale non convinse i produttori, che pertanto bloccarono e annullarono la creazione della serie.

## Trama
Yuki è una bambina di dieci anni che vive in un orfanotrofio, fino a quando non viene adottata dai coniugi Iwabuchi. La sorellastra Sanae è una brava ragazza che però soffre di una malattia cardiaca. Il signor Iwabuchi gestisce una società di costruzioni e sta progettando di edificare un centro di ricerca a Hokkaidō. Quando lui e Yuki si perdono nella neve, Ryuuta li salva. Ryuuta è un Ainu e odia i giapponesi della terraferma perché pensa stiano invadendo Hokkaido.
Un giorno, Yuki trova una chiesa. Vede una scultura della vergine Maria e pensa che assomigli alla signora Iwabuchi. Il sacerdote e sua moglie scoprono che la croce che ha Yuki è quella che Akarupa (un Ainu che aveva realizzato la scultura della Vergine) aveva fatto per sua figlia. Sentendoli parlare di lui, Yuki decide di andare a vedere dove vive. La compagnia del signor Iwabuchi va in bancarotta a causa di un tradimento di un dipendente. Egli ha una seconda casa a Hokkaido e vuole trasferirsi lì. La signora Iwabuchi non è d'accordo con il suo piano e lei li lascia.
Sull'isola, Yuki e Ryuuta vedono la signora Iwabuchi e Akarupa che parlano. Akarupa ha una pistola in mano. Successivamente Yuki e Sanae trovano una vecchia foto, in cui sono raffigurati la Iwabuchi e Akarupa con un bambino. Vedendola, Sanae sviene. Yuki pensa che il bambino potrebbe essere lei stessa. La signora Iwabuchi non sa che Yuki è la sua vera figlia finché Ryuuta non glielo dice.
La casa in cui vive Yuki prende fuoco. Akarupa salva Sanae dal fuoco ma rimane ustionata. Il sacerdote dice a Yuki e Sanae che Akarupa è il vero padre di Yuki e la signora Iwabuchi è la sua vera madre. Akarupa nel frattempo muore in ospedale ma lascia una lettera in cui chiede a Yuki di perdonare sua madre e vivere insieme a lei. Yuki la fa a pezzi davanti alla sua tomba e comincia a correre per sfuggire alla tristezza.
Più tardi incontra Kijima, un ragazzo in una città lontana, che viene arrestato dalla polizia. Sua sorella minore, Kumi, è cieca.
La signora Iwabuchi ritorna per vedere Yuki e Sanae. Yuki le chiede cosa vuole, ma Sanae sembra felice che sua madre sia tornata. Yuki la perdona. Intanto viene a trovare Sanae un certo James, che le racconta che in realtà la sua vera madre si chiamava Isabella ed era americana e che suo nonno è ancora vivo. Sanae allora va negli Stati Uniti con lui. Kijima scappa dalla polizia e prova che la compagnia del signor Iwabuchi è fallita perché un impiegato lo ha truffato.
Quando Sanae torna in Giappone con suo nonno, i signori Iwabuchi e Yuki li incontrano in un ristorante a Tokyo. Il nonno di Sanae è un miliardario e riacquista la casa del signor Iwabuchi nella capitale. Rinuncia a vivere con Sanae perché vede quanto siano forti i legami con gli Iwabuchi. Decide di tornare negli Stati Uniti, portando Kumi con sé per trovare un modo per curare i suoi occhi. Yuki decide di tornare da sola a Hokkaido.